# Boku no Hero Academia: Futari no Hero
Boku no Hero Academia: Futari no Hero (jap. 僕のヒーローアカデミア THE MOVIE 〜2人の英雄〜 Boku no hīrō akademia za mūbī: futari no hīrō) – japoński film animowany z 2018 na podstawie mangi My Hero Academia – Akademia bohaterów autorstwa Kōheia Horikoshiego, wyprodukowany przez studio Bones. Za reżyserię odpowiadał Kenji Nagasaki, natomiast scenariusz napisał Yōsuke Kuroda. Premiera w japońskich kinach odbyła się 3 sierpnia 2018.

## Fabuła
W przeszłości młody All Might, będąc studentem z wymiany w Kalifornii, stawia czoła grupie złoczyńców, którzy obrabowali kasyno. W działaniach wspiera go jego kolega z klasy i przyjaciel, David Shield, który ostatecznie zostaje naukowcem i współpracuje z nim przy projektowaniu wielu jego kostiumów.
W teraźniejszości All Might zabiera Izuku Midoriyę na I-Island, pływającą wyspę-miasto, w odpowiedzi na zaproszenie od Melissy, córki Davida, by sprawić niespodziankę swojemu ojcu. Podczas ich ponownego spotkania David przeprowadza test z All Mightem i odkrywa, że jego indywidualność uległa niemal całkowitemu wyczerpaniu, co przeraża go, ponieważ uważa, że All Might nie będzie już w stanie pełnić swojej roli Symbolu Pokoju. Tymczasem Melissa oprowadza Izuku po wyspie i niespodziewanie napotykają jego kolegów z klasy 1-A, którzy również zostali zaproszeni na wyspę z różnych powodów. Po wspólnym korzystaniu z atrakcji wyspy, Melissa zaprasza ich na uroczystą galę, w której mają wziąć udział wszyscy obecni bohaterowie. Przed przyjęciem Melissa wyznaje Izuku, że nie posiada indywidualności, co go zaskakuje, ponieważ sam również pierwotnie nie posiadał żadnej mocy. Następnie wręcza mu „Full Gauntlet” – mechaniczne ramię, które pozwala mu wykorzystać pełny potencjał jego mocy bez doznawania obrażeń.
Tymczasem Wolfram, terrorysta i złoczyńca, który potajemnie przybył na wyspę, przejmuje kontrolę nad systemem bezpieczeństwa podczas przyjęcia i grozi zabiciem mieszkańców wyspy. Unieszkodliwia wszystkich obecnych bohaterów, w tym All Mighta, oraz bierze Davida i jego asystenta, Samuela Abrahama, jako zakładników, aby włamać się do skarbca wyspy. Izuku, Melissie oraz części uczniów z klasy 1-A obecnych na przyjęciu udaje się uniknąć schwytania, po czym postanawiają uratować zakładników, docierając na szczyt budynku i dezaktywując system bezpieczeństwa. Po odkryciu ich obecności Wolfram wysyła przeciwko nim siły wroga, co zmusza grupę do podziału i walki z przeciwnikami oraz robotami ochraniającymi. Ostatecznie tylko Izuku i Melissa docierają na sam szczyt.
Na szczycie wieży odkrywają, że David i Samuel zaplanowali wydarzenia tej nocy. Zatrudnili fałszywych złoczyńców, aby wywołać zamieszanie i odzyskać swoje największe dzieło – opaskę na głowę, która maksymalizuje moc indywidualności użytkownika – skonfiskowaną i zapieczętowaną przez sponsorów projektu. David pragnie przekazać ją All Mightowi, aby mógł on dalej pełnić rolę Symbolu Pokoju. Jednakże pojawia się Wolfram i ujawnia, że jest prawdziwym złoczyńcą, którego wynajął Samuel, aby zdobyć opaskę dla siebie. Kradnie ją i próbuje zabić Samuela oraz Melissę, ale David i Izuku ratują ich. Wolfram powstrzymuje Izuku, porywa Davida i ucieka na dach. Izuku nie udaje się powstrzymać go przed ucieczką helikopterem z Davidem, lecz Melissa przejmuje kontrolę nad systemem bezpieczeństwa i uwalnia bohaterów. All Might dociera na dach i powstrzymuje helikopter przed odlotem.
Wolfram następnie używa urządzenia wzmacniającego indywidualność, aby zwiększyć swoją moc, tworząc ogromne metalowe ciało, wewnątrz którego uwięziony jest David. Pokonuje All Mighta i ujawnia, że otrzymał dodatkową indywidualność od największego wroga All Mighta – All For One – który chciał w ten sposób złamać ducha Symbolu Pokoju. Gdy All Might nie ma już dość sił, by samodzielnie pokonać Wolframa, z pomocą przybywa Izuku. Wkrótce do walki dołączają także pozostali uczniowie, a All Might i Izuku łączą swoje moce One For All, by wspólnie pokonać Wolframa i uwolnić Davida. Gdy uczniowie świętują zwycięstwo, All Might i David rozmyślają o takich ludziach jak Melissa i Izuku, którzy stają się nowym pokoleniem bohaterów, oraz o tym, że świat będzie w dobrych rękach, nawet gdy moc All Mighta przestanie istnieć.

## Obsada
| Postać                         | Seiyū                                    |
| ------------------------------ | ---------------------------------------- |
| Izuku Midoriya / Deku          | Daiki Yamashita                          |
| Toshinori Yagi / All Might     | Kenta Miyake                             |
| Melissa Shield                 | Mirai Shida                              |
| Katsuki Bakugo / Dynamight     | Nobuhiko Okamoto                         |
| Shōto Todoroki / Shōto         | Yūki Kaji                                |
| Ochaco Uraraka / Uravity       | Ayane Sakura                             |
| Tenya Īda / Ingenium           | Kaito Ishikawa                           |
| Eijiro Kirishima / Red Riot    | Toshiki Masuda                           |
| Minoru Mineta / Grape Juice    | Ryō Hirohashi                            |
| Denki Kaminari / Chargebolt    | Tasuku Hatanaka                          |
| Momo Yaoyorozu / Creati        | Marina Inoue                             |
| Kyōka Jirō / Earphone Jack     | Kei Shindō                               |
| Hanta Sero / Cellophane        | Kiyotaka Furushima                       |
| Rikido Sato / Sugarman         | Tōru Nara                                |
| Mezo Shoji / Tentacole         | Masakazu Nishida                         |
| Fumikage Tokoyami / Tsukuyomi  | Yoshimasa Hosoya                         |
| Mina Ashido / Pinky            | Eri Kitamura                             |
| Tsuyu Asui / Froppy            | Aoi Yūki                                 |
| Toru Hagakure / Invisible Girl | Kaori Nazuka                             |
| Wolfram                        | Rikiya Koyama                            |
| Samuel Abraham                 | Mitsuru Ogata                            |
| Shigaraki / All For One        | Akio Ōtsuka                              |
| Mr. Plastic                    | Kensuke Satō                             |
| Electoplant                    | Keiji Hirai                              |
| Cow Lady                       | Tomomi Kawamura                          |
| David Shield                   | Katsuhisa Namase Ryōhei Kimura (dziecko) |

## Produkcja
W grudniu 2017 magazyn „Shūkan Shōnen Jump” wydawnictwa Shūeisha ogłosił, że film anime na podstawie mangi My Hero Academia – Akademia bohaterów autorstwa Kōheia Horikoshiego zadebiutuje latem 2018 roku i będzie przedstawiać oryginalną historię. Horikoshi przyznał, że „ledwo mógł w to uwierzyć... ale był przeszczęśliwy” z powodu ogłoszenia pierwszego filmu na podstawie jego mangi, ujawniając również, że pojawi się w nim „postać z przeszłości, która jeszcze nie została ukazana w mandze”. Film uznał za „szansę”, by pokazać młodość All Mighta, ponieważ nie mógł już zawrzeć tej historii w mandze, choć zawsze chciał dodać rozdział dotyczący przeszłości tej postaci.
Kilka dni po zapowiedzi filmu poinformowano, że studia Bones i Tōhō będą odpowiadać odpowiednio za produkcję i dystrybucję filmu. Reżyserem został Kenji Nagasaki, scenariusz napisał Yōsuke Kuroda, a za projekty postaci odpowiadał Yoshihiko Umakoshi. Kōhei Horikoshi został wymieniony jako autor pierwowzoru, projektant postaci oraz główny nadzorca produkcji. Tytuł filmu i data premiery zostały ujawnione podczas targów AnimeJapan w marcu 2018. Do powracających aktorów głosowych z serialu anime My Hero Academia w kwietniu 2018 dołączyli Mirai Shida jako Melissa Shield oraz Katsuhisa Namase jako David Shield, a w czerwcu 2018 także Rikiya Koyama jako złoczyńca filmu – Wolfram.
W wywiadzie dla Comic Natalie, Horikoshi ujawnił, że miał „spory nadzór” nad filmem, m.in. wykonał projekty oryginalnych postaci Melissy i Davida, a także przekazywał swoje „opinie i poprawki” odnośnie scenariusza. Wydanie czasopisma „Shūkan Shōnen Jump” z lipca 2018 ujawniło, że do obsady dołączył Ryōhei Kimura, który użyczył głosu młodemu Davidowi.

## Ścieżka dźwiękowa
Yūki Hayashi skomponował muzykę do filmu, natomiast Masaki Suda wykonał utwór przewodni zatytułowany „Long Hope Philia” (jap. ロングホープ・フィリア Rongu hōpu firia), który został napisany i skomponowany przez Hiromu Akitę z zespołu amazarashi. Oryginalna ścieżka dźwiękowa filmu została wydana w lipcu 2018 przez Toho Animation Records.

## Wydanie
Film miał swoją światową premierę podczas Anime Expo w Los Angeles 5 lipca 2018. Premiera w Japonii odbyła się 3 sierpnia 2018, a 11 stycznia 2019 produkcja trafiła do kin również w wersji 4D. Wersja Blu-ray/DVD filmu została wydana w Japonii 13 lutego 2019.